# 3-Déazaneplanocine A
La 3-déazaneplanocine A (DZNep) est un inhibiteur de l'adénosylhomocystéinase, une enzyme qui synthétise la S-adénosylhomocystéine. Des études ont montré qu'elle agit comme médicament anti-cancer des tumeurs colorectales et de l'ovaire,.
Des études menées sur des souris ont montré que la 3-déazaneplanocine A peut agir contre la maladie à virus Ebola, semble-t-il en interférant avec la capacité du virus Ebola de bloquer la production d'interféron pour échapper au système immunitaire,.